# Ust-Ischim
Ust-Ischim (russisch Усть-Иши́м) ist ein Dorf (selo) in der Oblast Omsk in Russland mit 4802 Einwohnern (Stand 14. Oktober 2010). Im Jahre 2008 wurde in der Nähe des Dorfes ein etwa 45.000 Jahre altes menschliches Fossil, der Oberschenkelknochen von Ust-Ischim gefunden, dessen Genanalyse auf Vermischung zwischen Neandertaler und modernem Menschen hinwiesen.

## Geographie

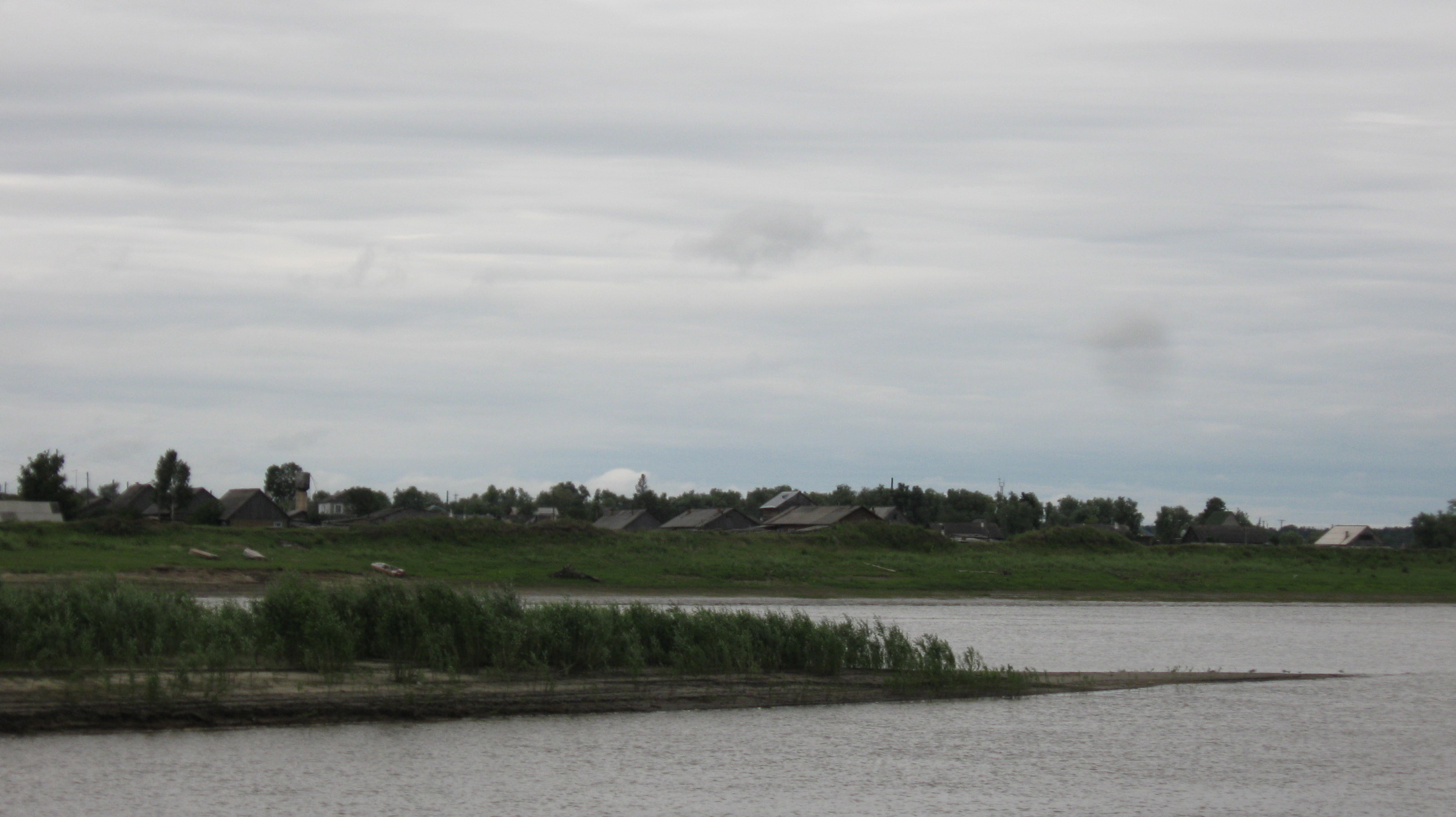
Mündung des Ischim in den Irtysch, im Hintergrund Ust-Ischim

Der Ort liegt gut 330 km Luftlinie nordnordwestlich des Oblastverwaltungszentrums Omsk im Westsibirischen Tiefland. Er befindet sich unmittelbar unterhalb der Einmündung des linken Nebenflusses Ischim am linken Ufer des Irtysch.
Ust-Ischim ist Verwaltungszentrum des Rajons Ust-Ischimski sowie Sitz der Landgemeinde Ust-Ischimskoje selskoje posselenije, zu der außerdem die Dörfer Aschewany (6 km südlich), Freganka (7 km südöstlich), Letnije (5 km östlich), Malaja Aschewanka (6 km südsüdwestlich) und Tjurmetjaki (12 km südlich) sowie die Siedlungen Aterinki (20 km südsüdwestlich) und Juschny (3 km südlich) gehören.

## Geschichte
Das Dorf geht auf den 1631 errichteten Ischimski ostrog zurück, in dem anfangs Kosaken aus Tara stationiert waren. 1720 entstand dort ein Dorf, dessen Bezeichnung, zunächst Ust-Ischimskaja sloboda, vom russischen ustje für „Mündung“ und dem Flussnamen abgeleitet ist. Im 19. Jahrhundert wurde das überwiegend von Russen bewohnte Ust-Ischim Sitz einer Wolost. Das in unmittelbarer Nähe entstandene tatarische Dorf Sargatka wuchs bis in die 1920er-Jahre mit Ust-Ischim zusammen. Seit 25. Mai 1925 ist Ust-Ischim Verwaltungssitz eines nach ihm benannten Rajons.

### Bevölkerungsentwicklung
| Jahr | Einwohner |
| ---- | --------- |
| 1939 | 2060      |
| 1959 | 3973      |
| 1970 | 4289      |
| 1979 | 5251      |
| 1989 | 5795      |
| 2002 | 5060      |
| 2010 | 4802      |

Anmerkung: Volkszählungsdaten

## Verkehr
Nach Ust-Ischim führt die Regionalstraße 52K-17, die von Tara dem linken Irtysch-Ufer abwärts folgt und Teil der Verbindung Omsk – Tobolsk ist. Der von Ust-Ischim weiter flussabwärts zur Grenze der Oblast Tjumen und dort weiter Richtung Wagai führende Abschnitt (52N-564) ist bislang unbefestigt. Das linke Ufer des Ischim aufwärts führt bis zur Grenze der Oblast Tjumen die 52N-568, dort weiter Richtung Wikulowo – Ischim. Im Tobolsk und Ischim befinden sich jeweils etwa 200 km entfernt die nächstgelegenen Bahnstationen.
Am Irtysch bei Ust-Ischim existiert ein kleiner Flusshafen mit Tanklager. Seit 1946 besaß das Dorf in unmittelbarer Ortsnähe einen kleinen Flughafen (ICAO-Code UNOI), der jedoch seit den 1990er-Jahren außer Betrieb ist.